# 265 Anna
265 Anna este un asteroid din centura principală, descoperit pe 25 februarie 1887, de Johann Palisa.